# Bob Crewe
Robert Stanley "Bob" Crewe, född 12 november 1931 i Newark, New Jersey, död 11 september 2014 i Scarborough, Maine, var en amerikansk kompositör, musikproducent och sångtextförfattare. Han skrev bland annat "Can't Take My Eyes Off You" ihop med Bob Gaudio.